# Appui-tête

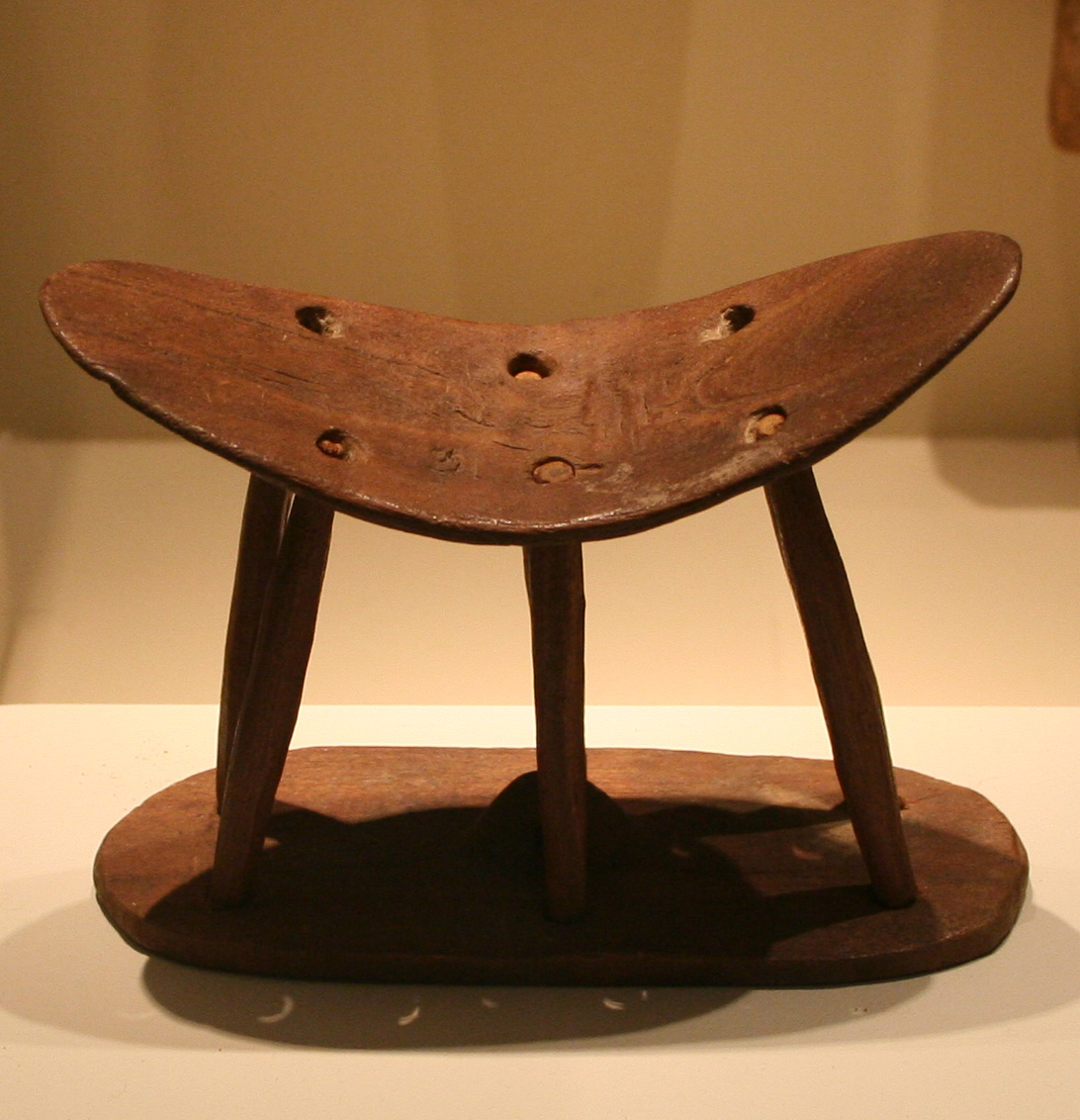
Repose-tête égyptien

Un appui-tête, appuie-tête, ou repose-tête, est un appareil destiné à appuyer et maintenir la tête, en particulier chez les coiffeurs, dentistes, photographes, etc. Dans une automobile, les appuis-tête sont des éléments de sécurité pour le conducteur et les passagers.

## Historique
Les appuis-tête dans l'Égypte antique et en Afrique subsaharienne étaient très communs et bien qu'ils n'aient pas l'air très confortables à première vue, ils étaient utilisés en quelque sorte comme oreillers[réf. nécessaire].
Le mot « appui-tête » apparaît en français vers 1850 : il désigne alors un petit équipement destiné à soutenir la tête des personnes qui se font photographier, le procédé du daguerréotype exigeant un temps de pose de plusieurs minutes,,.

## Transport
Situés derrière la tête des occupants, les appuie-têtes sont solidaires du dossier des sièges dans les moyens de transport, automobiles, autocars, bateaux, avions ou fauteuils roulants.  Ils servent à maintenir les vertèbres cervicales en cas de choc et éviter le « coup du lapin ». Le bord supérieur de l'appuie-tête doit se trouver au même niveau que le sommet de la tête.
Le coup du lapin peut se produire lors d’un choc à l'arrière du véhicule (la tête est projetée en arrière) ou bien, le plus souvent, lorsque le véhicule percute un obstacle par l'avant (le corps des passagers est d'abord projeté vers l'avant, puis rebondit vers l'arrière). 
Dans la Communauté européenne, chaque année[Quand ?] plus d’un million de lésions à la nuque par coup du lapin coûtent de 5 à 10 milliards d’euros par an,. Aux États-Unis, le nombre moyen annuel de coups du lapin, lésion sans contact de classe 1 sur l’échelle Abbreviated Injury Scal, est de 805 581 lésions chaque année.
Les dégâts à la tête sont supérieurs lorsque la tête n'est pas suffisamment en contact de l'appuie-tête ou lorsque la hauteur de l'appui-tête ne correspond pas au centre de gravité de la tête.

## Galerie

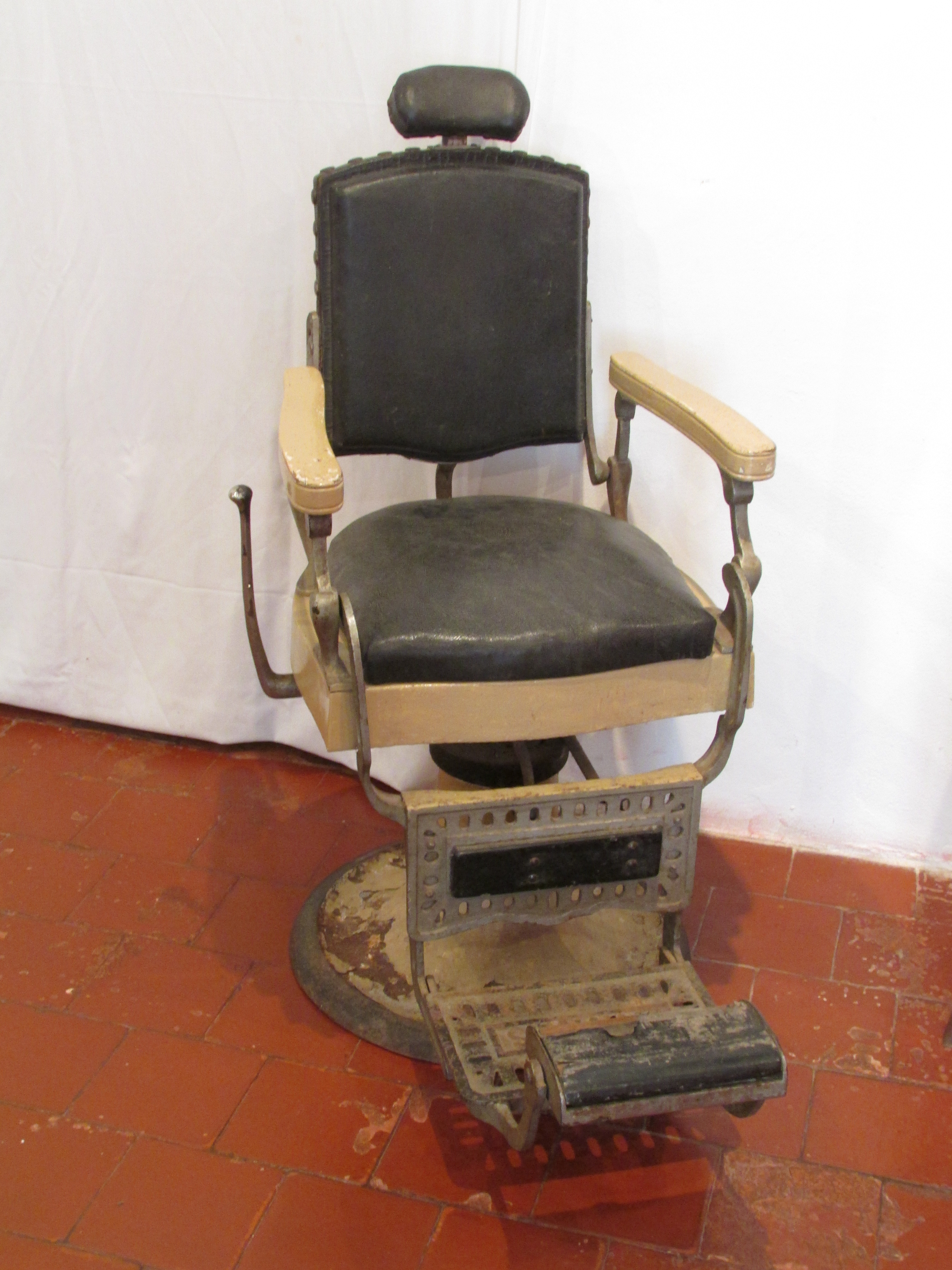
Siège de barbier (1920).
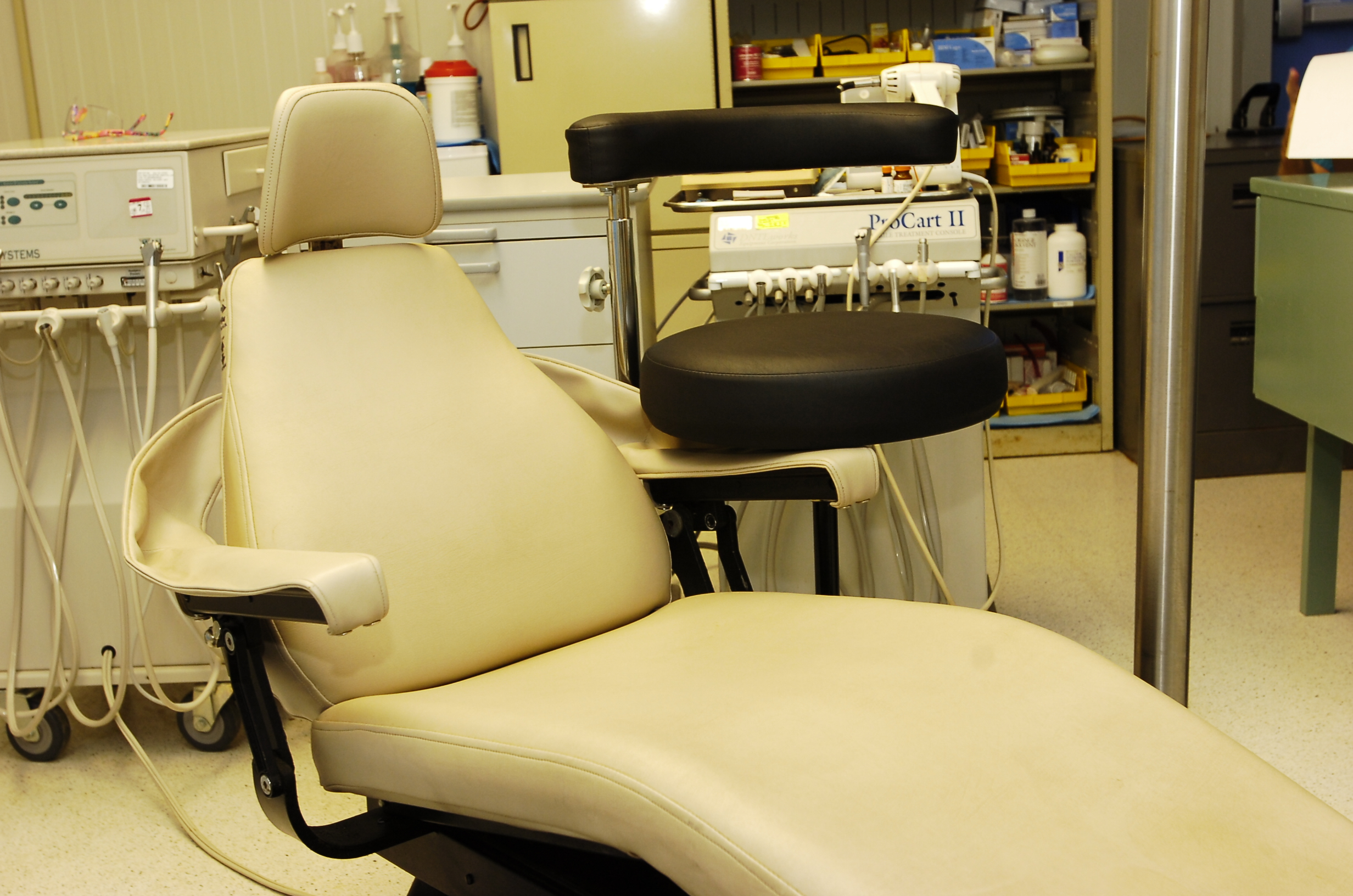
Un siège de dentiste avec son repose-tête.
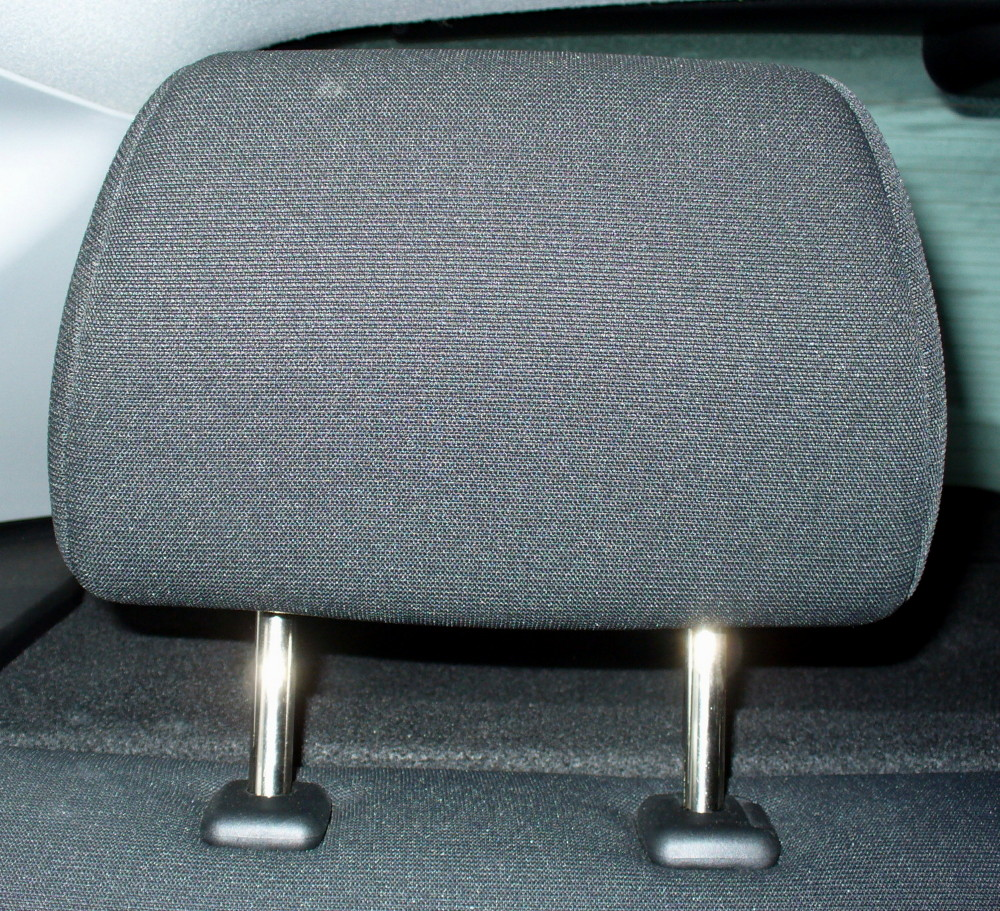
Un appui-tête automobile classique.
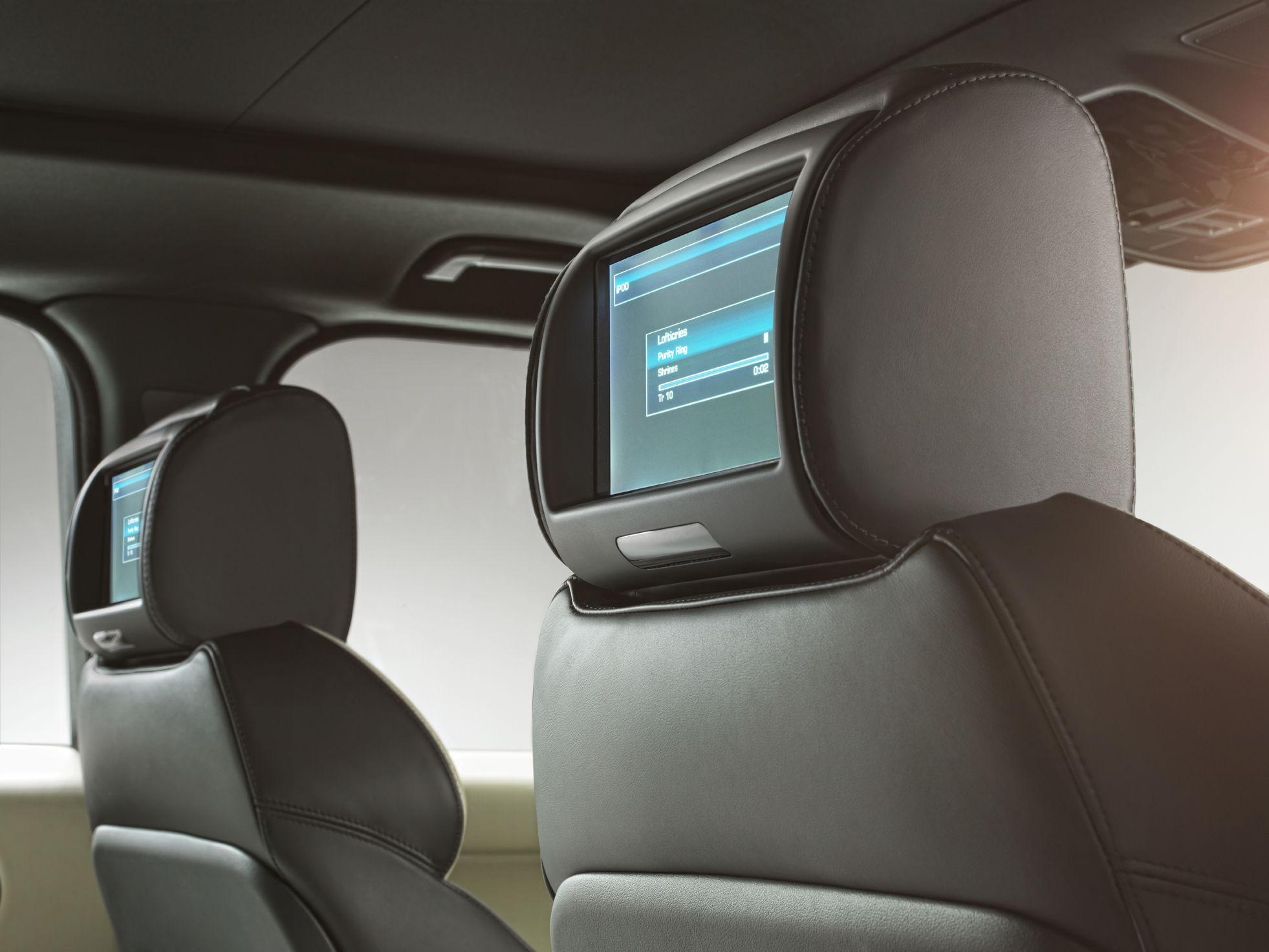
Écrans LCD montés au dos d'appui-têtes (Range Rover).